# بزرگراه شهید هاشمی
بزرگراه شهید علی هاشمی با نام پیشین بزرگراه بهشت زهرا و با شماره بزرگراه ۳۷ یکی از بزرگراه‌های تهران است که جهت شمالی-جنوبی دارد. این بزرگراه که در اراضی جنوب شهر تهران واقع شده، از تقاطع با بزرگراه‌های تندگویان و آزادگان آغاز شده و به درب شمالی بهشت زهرا در تقاطع با بزرگراه علامه عسگری (بزرگراه شمالی بهشت زهرا) و بلوار شهدا (بلوار اصلی) منتهی می‌شود.

## تقاطع‌ها
| از شرق به غرب       | از شرق به غرب                    | از شرق به غرب |
| ------------------- | -------------------------------- | ------------- |
|                     | بزرگراه تندگویان بزرگراه آزادگان |               |
| تهران               |                                  |               |
| صالح‌آباد غربی       |                                  |               |
|                     | خیابان کلهر                      |               |
| صالح‌آباد غربی       |                                  |               |
| دوربرگردان          |                                  |               |
|                     | بزرگراه آوینی                    |               |
|                     | خیابان هنرستان                   |               |
| دوربرگردان          |                                  |               |
|                     | بزرگراه علامه عسگری              |               |
| درب شمالی بهشت زهرا | بلوار شهدا                       |               |
| از غرب به شرق       |                                  |               |